# Pixinguinha, Um Homem Carinhoso
Pixinguinha, Um Homem Carinhoso é um filme biográfico brasileiro de 2021 dirigido por Allan Fiterman e Denise Saraceni a partir de um roteiro de Manuela Dias. Conta a vida e a obra do cantor Pixinguinha, considerado o pai da MPB, interpretado no filme por Seu Jorge e Dan Ferreira. O filme conta ainda com Taís Araújo, Milton Gonçalves, Agatha Moreira e Lílian Waleska no elenco.

## Sinopse
O filme aborda a história de vida de Alfredo da Rocha Vianna FIlho, mais conhecido como Pixiguinha. A trama começa retratando a história do músico desde o início de sua carreira aos 14 anos até sua ascensão, sua morada em Paris e a relação com a esposa.

## Elenco
- Seu Jorge  como Alfredo da Rocha Vianna Filho "Pixinguinha"
- Taís Araújo como Albertina "Beti" Nunes Pereira
- Milton Gonçalves como Alfredo Vianna
- Dan Ferreira como Alfredo da Rocha Vianna Filho "Pixinguinha" (jovem)
- Lilian Waleska como D. Raimunda
- Tuca Andrada como Almirante
- Agatha Moreira como Gaby
- Klebber Toledo como Arnaldo Guinle
- Pierre Baitelli como Radamés Gnatalli
- Jarbas Homem de Mello como Duque
- Jhama como Donga
- Pretinho da Serrinha como Otávio Vianna "China"
- Luis Barcellos como João Pernambuco
- Ângelo Flávio como João da Bahiana
- Pedro Gracindo como Jacob Palmieri
- Thiago da Serrinha como Raul Palmieri
- Jorge Quininho como Nelson Alves
- Bráulio Jordano como Zezé
- Valber Alves como Zeca
- Luan Bonitinho como Pindinzim (adolescente)
- Luan Caruso como Alfredinho (criança)
- Ana Paula Bouzas como Januária
- Flávio Pardal como Alfredinho
- Thawan Lucas como Pindinzim (criança)
- Tadeu Mello como Assaltante
- Milton Guedes como Carlos Taborda
- Xando Graça como Isaak Frankes
- Paulo Lessa como Sinhô

## Produção
A direção do filme é realizada em parceria entre Allan Fiterman e Denise Saraceni. A roteirista Manuela Dias, autora de Amor de Mãe, assim o texto do filme. Em 2013, Denise fez a primeira tentativa de tentar filmar o filme, em homenagem aos 40 anos de morte do cantor. Entretanto, o projeto não seguiu muito adiante. Em 2016, ela convidou Manuela Dias para condensar o material do filme e escrever um novo roteiro a partir dele. Carlos Moletta assina a produção do filme.
Foi a roteirista do filme que indicou Seu Jorge para o personagem principal pois, segundo ela, Pixinguinha deveria ser retratado não apenas por um ator, mas por alguém do ramo musical. Durante a captação de recursos e patrocínios, a diretora recebeu muitas recusas de investimentos com a justificativa de não incentivarem uma homenagem a um alcoólatra. As filmagens ocorreram em 2017, quase cinco anos antes da produção conseguir ser lançada.

## Lançamento
Um evento de pré-estreia com o elenco, incluindo Seu Jorge e Taís Araújo, ocorreu em 8 de novembro de 2021 no Espaço Itaú de Cinema, no bairro de Botafogo, Rio de Janeiro. O filme foi lançado diretamente no circuito comercial a partir de 11 de novembro de 2021 pela Downtown Filmes.

## Recepção

### Crítica
Pixinguinha, Um Homem Carinhoso recebeu avaliações mistas e negativas por parte dos críticos especializados. Escrevendo para a Folha de S.Paulo, Naief Haddad destaca que o filme possui "muito açúcar e pouco contexto musical", dizendo que a cinebiografia prioriza mais a vida pessoal do cantor do que sua carreira musical. Em sua crítica ela ainda elogia a atuação de Seu Jorge mas pontua que o personagem foi totalmente mal escrito.
Já Rodrigo Fonseca do Estadão e do Correio da Manhã exalta que "Encantando plateias por onde passa, graças ao empenho de Seu Jorge para reviver os feitos do maestro e compositor, o genial flautista e saxofonista Alfredo da Rocha Vianna Filho (1897· 1973) o belo Pixinguinha, Um Homem Carinhoso" - que marca a estreia da diretora de TV Denise Saraceni como cineasta - ó saiu do papel graças ao empenho de seu produtor Carlos Moletta."[carece de fontes?]
E a experiente Maria do Rosario Caetano elogia na Revista de Cinema o produtor e o filme: Carlos Moletta, alma de “O Homem Carinhoso”, convidou Denise Saraceni, experiente diretora de telenovelas e séries, para assinar a cinebiografia de Pixinguinha. Ela contou com a ajuda de Allan Fiterman, quando necessário, pois as filmagens foram, por razões de orçamento, muito espaçadas. O que vemos na tela está longe de ser um filme autoral. É, e não esconde isso, um filme de produtor. Uma narrativa de fácil compreensão, que reúne muitos personagens e abarca o registro da trajetória de Pizindin dos 14 anos (quando fez sua estreia num palco) até sua morte, aos 75, num templo católico. São 61 anos de vida e música (40 composições, no total, selecionadas por Moletta). Clássicos de nosso cancioneiro criados ou arranjados por um de nossos maiores chorões."[carece de fontes?]